# Кальна (Сілезьке воєводство)
Кальна (пол. Kalna) — село в Польщі, у гміні Бучковиці Бельського повіту Сілезького воєводства.
Населення — 835 осіб (2011).
У 1975—1998 роках село належало до Бельського воєводства.

## Географія
У селі бере початок річка Кальна.

## Демографія
Демографічна структура станом на 31 березня 2011 року:
|          | Загалом | Допрацездатний вік | Працездатний вік | Постпрацездатний вік |
| -------- | ------- | ------------------ | ---------------- | -------------------- |
| Чоловіки | 420     | 90                 | 289              | 41                   |
| Жінки    | 415     | 90                 | 242              | 83                   |
| Разом    | 835     | 180                | 531              | 124                  |